# Herculano Reis Carreira
Herculano Reis Carreira (Batalha, Portugal), mais conhecido como Herculano Carreira, ou ainda pelo pseudônimo Raúl Mamede, é um jornalista e escritor português. 
Nascido na freguesia Vila de S. Mamede, freqüentou a Faculdade de Direito, na Universidade Clássica de Lisboa, e a Faculdade de Ciências Políticas e Sociais, na Universidade de Munique, na Alemanha. Diplomou-se em Jornalismo pelo Instituto Técnico Profissional do Rio de Janeiro, em 1963. Nesse mesmo ano, iniciou oficialmente a sua carreira jornalística na revista Flama. 
Na juventude, escreveu notícias e artigos de opinião para jornais, tais como, Jornal de Leiria e Voz da Verdade. Em 1964 e 1965, exerceu o cargo de chefe de redacção da Flama, onde publicava, ao mesmo tempo, crónicas de rádio, com o pseudónimo de Raúl Mamede. 
De 1965 a 1974, foi correspondente do Paris-Match em Portugal. Ingressou no Diário de Lisboa, como redactor, em 1968. Começou a dedicar-se, a partir daí, a assuntos de política internacional. Foi nessa qualidade que viria a escrever, ao longo de vários anos, na Vida Mundial e na Revista Mais. Foi também nesse campo jornalístico, em particular, que exerceu a profissão quando entrou para a RTP, em 1971, tendo sido enviado especial da Informação-2, nos anos 80, a diversos países, tais como: França, Espanha, ex-Jugoslávia, Angola e Cuba. 
Mais tarde, integrou as equipas de jornalistas que fizeram os programas: Fim-de-Semana, Já Agora, A Semana-que-Vem e Já Está. São da sua autoria os programas Pátria Minha, exibido, em finais de 1991, pela ZDF (2º. canal da televisão alemã) e Rosa dos Ventos, emitido pela RTPinternacional, após o início das suas emissões em 1992. Em 1991, fez parte da equipa de jornalistas e técnicos que instalou a televisão em S. Tomé e Príncipe. Depois, de 1993 a 95, esteve no país, como delegado da RTP junto da TVS (Televisão de S. Tomé).

## Ficção
Para além do jornalismo, dedicou-se também à ficção. Depois de fazer o curso de guionismo, no Centro de Formação da RTP, adaptou para televisão, com David Mourão Ferreira e Artur Ramos, o romance Um Amor Feliz. É autor de uma série de documentários, de cariz histórico-turístico, intitulada Mobil nos Caminhos de Portugal.

## Publicidade e Tradução
Herculano Carreira (ou HC, como assina muitos dos seus escritos) “caminhou” ainda por outros campos de actividade. Nos primeiros anos de 1970, foi copywriter nas agências de publicidade Ciesa e Lagrifa. De 1996 a 2000, prestou serviço, como copydesk, na editora Sílabo, para a qual traduziu, do espanhol, o livro Imagem Positiva. Aliás, já em 1973, tinha feito a tradução, do francês para o português, do livro Suécia Socialista e Livre Empresa, publicado pela Editorial Enciclopédia. Traduziu também, do alemão para o português, diversos artigos publicados pela Vida Mundial e pela Flama, nos finais dos anos de 1960 e início de 70. De 1968 a 1974, foi redactor da Grande Enciclopédia Portuguesa e Brasileira.